# Ouachita River
Der Ouachita River [ˈwɑːʃɪtɑː] ist ein rund 970 Kilometer langer Fluss im Südosten der Vereinigten Staaten von Amerika. Er durchfließt die beiden Bundesstaaten Arkansas und Louisiana und mündet kurz vor dessen Vereinigung mit dem Mississippi River in den Red River.

## Verlauf
Der Ouachita River entspringt in den Ouachita Mountains unweit der Gemeinde Mena in Polk County in Arkansas. Er fließt in östlicher Richtung zunächst in den Lake Ouachita, einen durch den Blakely Mountain Damm erzeugten Stausee. Auf seinem Weg durchquert der Fluss teilweise den Ouachita National Forest. Der nördliche und südliche Arm des Ouachita River münden ebenfalls in diesen See und vereinen sich dort mit dem Hauptstrom. Hinter dem Staudamm fließt der Ouachita River nach Süden in den Lake Hamilton, einen weiteren Stausee, der durch den Carpenter Damm gebildet wird. Am nördlichen Ufer dieses Reservoirs liegt die Stadt Hot Springs. An den Lake Hamilton schließt sich der Lake Cathrine an, ebenfalls ein künstlich geschaffener See. Nach Durchquerung dieses Sees fließt der Ouachita River weitgehend ohne größere Eingriffe durch den Menschen durch Arkansas in Richtung der Grenze Louisianas.

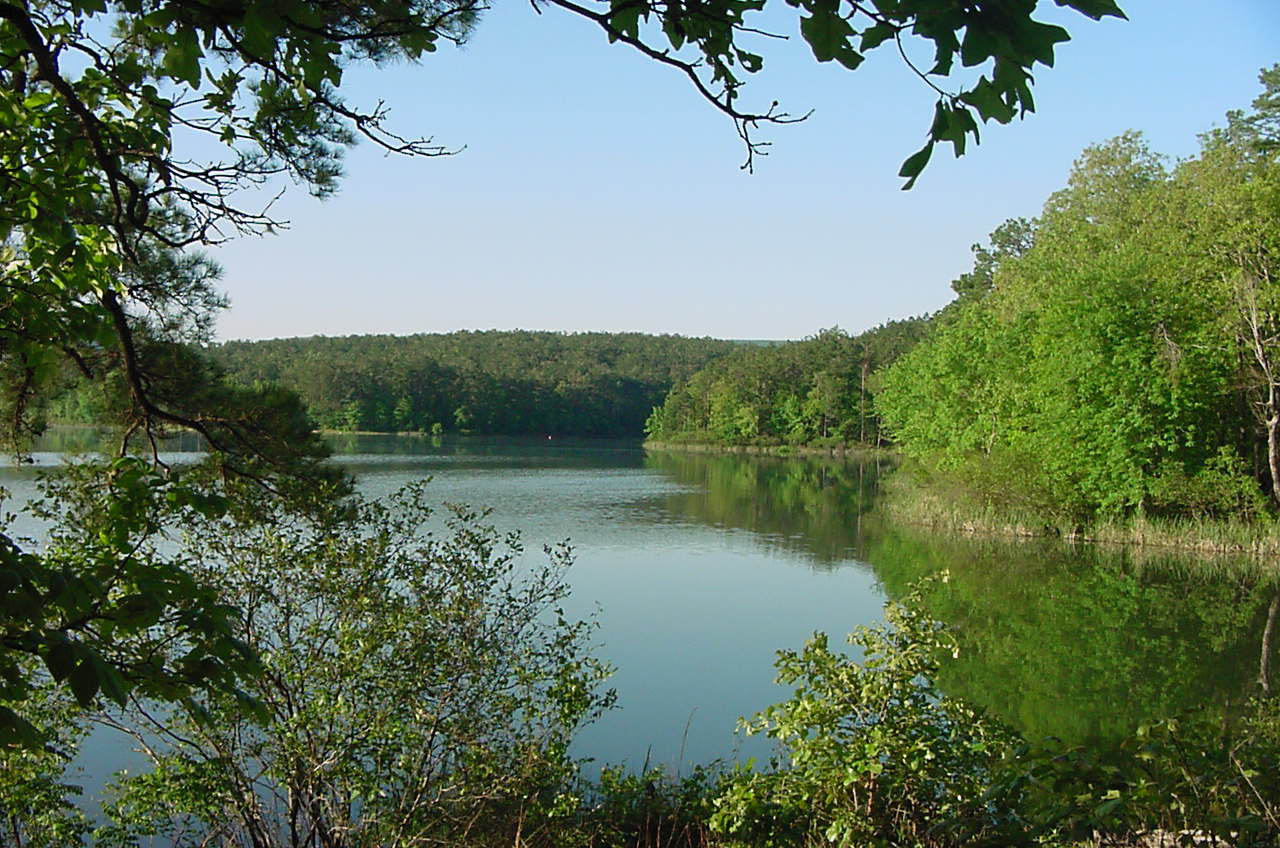
Das Flussufer im Ouachita National Forest

Er nimmt während seines Verlaufs den Little Missouri River auf und passiert die Stadt Camden. Weitere Zuflüsse sind der Smackover Creek und der Hauptzufluss des Ouachita River, der Saline River. Unterhalb der Mündung des Saline und kurz vor der Grenze Louisianas fließt der Ouachita in den Lake Jack Lee, ein Stausee der als Teil des „Ouachita and Black River Projektes“ gebildet wird. Unterhalb des Sees setzt der Ouachita seinen Weg nach Süden fort und überquert die Grenze. In Louisiana nimmt er seine Zuflüsse Bayou Bartholomew, Bayou de Loutre, Bayou D’Arbonne, den Boeuf River, den Little River und den Tensas River auf. Nach dem Zufluss durch den Tensas River wird der Ouachita River bis zu seiner Einmündung in den Red River nahe Catahoula Parish als „Black River“ bezeichnet.
Insgesamt kontrollieren sechs Schleusen und Dämme den Fluss.

## Geschichte
Der Fluss wurde nach dem indianischen Stamm der Ouachita (Washita) benannt, die an den Ufern des Flusses siedelten. Andere Stämme, die am Fluss lebten waren die Caddo, Osage, Tensas, Chickasaw, and Choctaw. Das Wort Washita bedeutet sowohl „Gute Jagdgründe“ und „Glitzerndes silbernes Wasser“. Einige Mounds früherer Kulturen sind entlang des Flusses noch erhalten. Der größte dieser Mounds wurde im 20. Jahrhundert beim Bau einer Brücke bei Jonesville zerstört. Der auf dem Mound stehende Tempel wurde um 1540 während der Expedition Hernando de Sotos durch einen Blitzeinschlag zerstört. Dies wurde von den Moundbuildern als schlechtes Omen gesehen und sie bauten den Tempel nicht wieder auf und verließen die Region um 1730.
Bei der Kolonisation des nördlichen Louisiana und südwestlichen Arkansas durch europäische Siedler ab dem 18. Jahrhundert war der Fluss eine wichtige Transport- und Handelsroute. In den 1830ern machten die fruchtbaren Böden und die Zugänglichkeit der Region durch Dampfschiffe zu einem begehrten Gebiet für Landspekulanten aus dem Norden. Zwischen Camden und New Orleans existierte eine regelmäßige Verbindung über Dampfschiffe und es war beispielsweise möglich von den Städten im Osten direkt in die Region zu reisen, ohne das Land betreten zu müssen. Einer dieser Investoren war Meriwether Lewis Randolph, einer der Enkel Thomas Jeffersons, der während er sich ein Haus am Ouachita River erbaute, an Malaria erkrankte und starb. Er war von Andrew Jackson 1835 als Staatssekretär des Arkansas-Territorium eingesetzt worden und trat bei der Zulassung Arkansas als Staat 1836 wieder ab.

## Natur und Umwelt
Der Fluss wird nach wie vor für die Schifffahrt genutzt, allerdings in einem viel geringeren Maß als zu Zeiten der Dampfschifffahrt. Die kommerzielle Schifffahrt ist zwischen Camden und Jonesville möglich. Oberhalb von Camden wird der Fluss überwiegend als Erholungs- und Freizeitgebiet genutzt und durch dichte Wälder gesäumt. Der Ouachita River wird durch eine Reihe kleinerer Bäche gespeist, in denen einheimische Fische wie Killifische (Fundulus) häufig vorkommen. Angeln ist ein populärer Sport am Ouachita River, insbesondere kommen dort Schwarzbarsch, Blauer Sonnenbarsch, Süßwassertrommler und Knochenhechte vor.

## Benennung
Das Ouachita County in Arkansas ist nach dem Fluss benannt, außerdem die Ouachita-Höckerschildkröte (Graptemys ouachitensis).